# Now and Forever: The Hits
Now and Forever: The Hits е първият сборен албум с най-добрите хитове на американската група Ти Ел Си издаден на 30 септември 2003 година. Албумът достига 53-то място в класацията Билборд за албуми. Албумът съдържа сингли от всичките албуми на групата, както и неиздавани песни.

## Списък с песните

### Оригинален траклист
1. „Ain't 2 Proud 2 Beg“ (U.S. 7" редактиран) – 4:08
2. „What About Your Friends“ (радио редактиран с рап) – 4:04
3. „Hat 2 da Back“ (албумна версия) – 4:07
4. „Get It Up“ (радио mix) – 4:14
5. „Baby-Baby-Baby“ (радио редактиран) – 3:58
6. „Creep“ – 4:26
7. „Red Light Special“ (радио редактиран) – 4:37
8. „Waterfalls“ (сингъл редактиран) – 3:46
9. „Diggin' on You“ – 4:15
10. „Kick Your Game“ – 4:14
11. „Silly Ho“ – 4:16
12. „No Scrubs“ (рап версия) – 4:17
13. „Unpretty“ (радио версия) – 4:00
14. „Come Get Some“ (с Лил Джон и Шон Пол) – 4:19
15. „Girl Talk“ (алтернативен mix) – 3:36
16. „Damaged“ (алтернативен mix) – 3:52
17. „Whoop De Woo“ – 3:52
18. „In Your Arms Tonight“ – 4:30
19. „Turntable“ – 3:25

### Дигитално преиздание
1. „I Bet“ (с O'so Krispie) – 3:21

### Британско издание
1. „Ain't 2 Proud 2 Beg“ – 5:33
2. „Waterfalls“ – 4:38
3. „Creep“ – 6:00
4. „No Scrubs“ – 4:40
5. „Unpretty“ – 6:21

### Японско издание
1. „Ain't 2 Proud 2 Beg“ (Dallas Dirt Mix) – 5:33
2. „What About Your Friends“ (Extended Remix) – 4:38
3. „Creep“ (Jermaine's Jeep Mix) – 6:00
4. „Red Light Special“ (Gerald Hall's Remix) – 4:40
5. „Waterfalls“ (ONP Remix) – 4:38
6. „Diggin' on You“ (LA's Live Remix) – 4:40
7. „Unpretty“ (Don't Look Any Further Remix) – 6:21